# 殖盘殖盘吸虫
殖盘殖盘吸虫（学名：Cotylophoron cotylophorum）为同盘科殖盘属的动物。分布于印度、印度尼西亚、菲律宾、德国、非洲东部、大洋洲、美国以及中国大陆的江苏、浙江、江西、福建、广东、云南、陕西、宁夏等地，营寄生生活，终末宿主黄牛、水牛、山羊、骆驼、绵羊、黑斑羚、麋羚、棕水牛、印度羚、岛羚、小苇羚等以及寄生于瘤胃。